# Juan Martabit
Juan Antonio Martabit Scaff (Osorno) es un abogado y diplomático chileno. Ha sido cónsul general de su país en Bolivia y embajador de Chile en Brasil, Noruega, Singapur y los Países Bajos.
Cursó su enseñanza primaria y secundaria en el Colegio San Mateo de Osorno. Se formó luego en derecho en la Universidad Católica de Chile y en el Instituto de Altos Estudios Internacionales, en la Universidad de París II-Sorbonne, Francia. En su trayectoria dentro del Ministerio de Relaciones Exteriores destacan los cargos de director general de Política Exterior y, anteriormente, el de director para Las Américas. Fue también el coordinador general de la II Cumbre de las Américas que tuvo lugar en Chile en 1998.
Fue cónsul general en La Paz desde 1990 a 1993. En Brasil permaneció de 1998 a 2000. También fue representante de Chile como garante del Protocolo de Río de Janeiro, en el proceso que culminó en 1998 con la paz definitiva entre Perú y Ecuador.
Antes de ser nombrado en Países Bajos, en 2008, fue representante permanente de Chile ante los organismos internacionales con sede en Ginebra, Suiza. En paralelo a la embajada, asumió como coagente nacional ante la demanda marítima que Perú interpuso contra Chlle en la Corte Internacional de Justicia.
En 2014 fue convocado por el segundo Gobierno de Michelle Bachelet para integrar el comité asesor para la demanda de Bolivia ante el Tribunal de La Haya.